# Waveform
Waveform je hrvatski glazbeni sastav. Dolazi iz Splita.

## Povijest
Jeseni 2007. godine bubnjar Jan Ivelić i gitarist Miro Alduk okupili su formaciju snimili demomaterijal. Postava se postupno profilirala i na kraju je to postao kvintet sa saksofonistom Draženom Bogdanovićem, basistom Antom Jurinovićem i Ivanom Božičevićem na klavijaturama. Prvi su album snimili početkom 2009. za Aquarius Records. Iz ovog je sastava izrastao sastav Galeria. 2018. godine nastupili su na prvoj večeri 1. izdanja Split Open Jazz Faira. Svirka uživo poslije je izašla na albumu Split Open Jazz Fair 2018.

## Članovi
Članovi su do sada sve bili:

## Vanjske poveznice
- Službene stranice
- MySpace
- Facebook